# Walter A. Burleigh

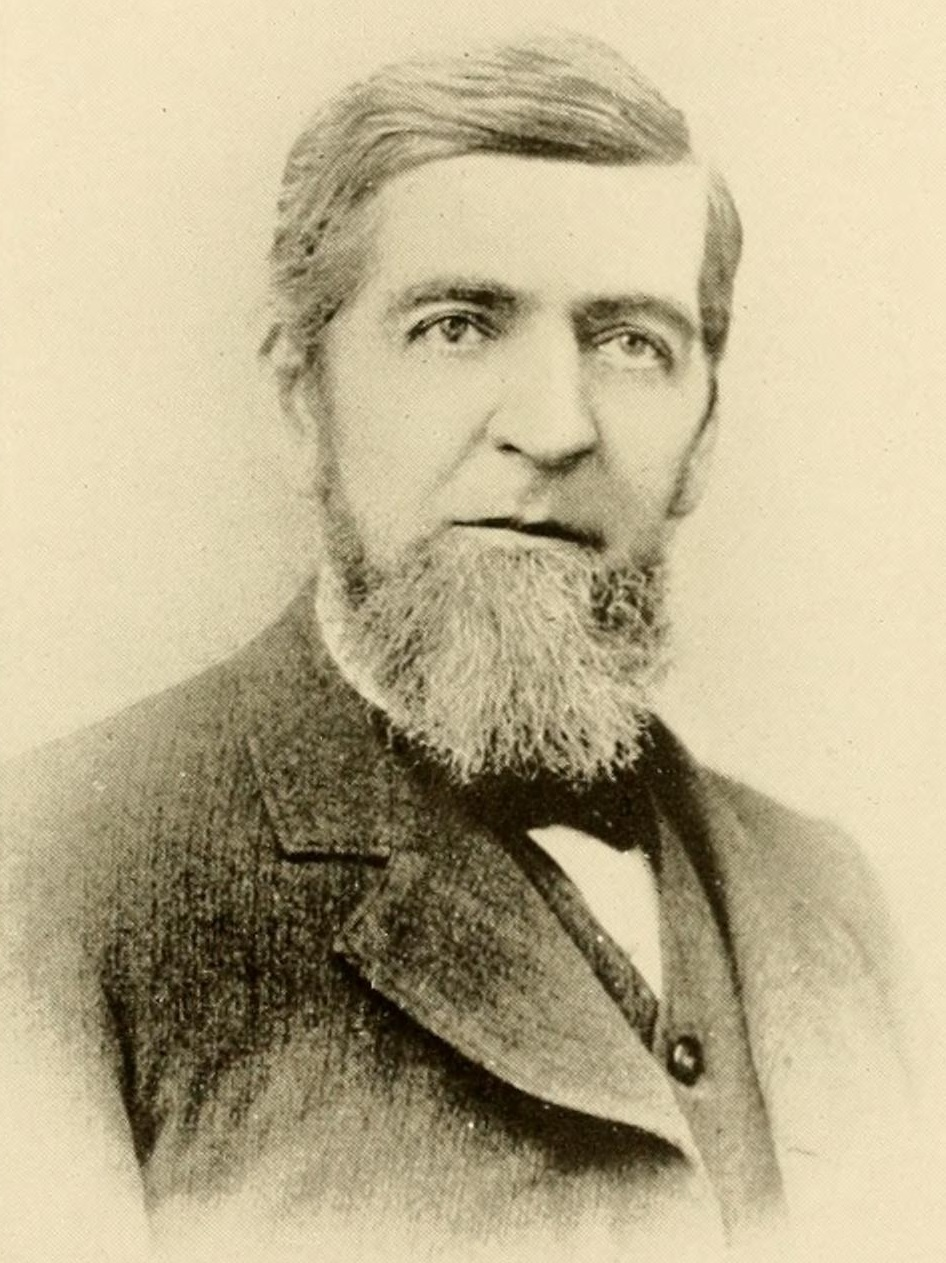
Walter A. Burleigh

Walter Atwood Burleigh (* 25. Oktober 1820 in Waterville, Maine; † 7. März 1896 in Yankton, South Dakota) war ein US-amerikanischer Politiker. Zwischen 1865 und 1869 vertrat er als Delegierter das Dakota-Territorium im US-Repräsentantenhaus.

## Frühe Jahre
Walter Burleigh besuchte die öffentlichen Schulen seiner Heimat. Im Jahr 1839 nahm er als Soldat am Aroostook-Krieg teil. Danach studierte er in Burlington (Vermont) und New York City Medizin. Nach seinem erfolgreichen Abschluss begann er zunächst in Richmond (Maine) und nach einem Umzug in Kittanning (Pennsylvania) als Arzt zu arbeiten. Damals begann er auch ein Jurastudium. Um das Jahr 1861 zog er in das Dakota-Territorium, wo er im heutigen Tripp County (South Dakota) als Indianerbeauftragter tätig war.

## Burleigh im Kongress
Burleigh wurde Mitglied der Republikanischen Partei. Bei den Kongresswahlen des Jahres 1864 wurde er gegen den Amtsinhaber John Blair Smith Todd von der Demokratischen Partei als Delegierter in den Kongress gewählt. Dort absolvierte er zwischen dem 4. März 1865 und dem 3. März 1869 zwei Legislaturperioden. Bei den Wahlen des Jahres 1868 wurde er nicht mehr nominiert und sein Mandat fiel an Solomon L. Spink.

## Weiterer Lebenslauf
Nach seiner Rückkehr aus der Bundeshauptstadt Washington widmete sich Burleigh zunächst seinen privaten Interessen. 1877 wurde er Mitglied im territorialen Regierungsrat des Dakota-Territoriums. Im Jahr 1879 zog er nach Miles City in Montana, wo er als Rechtsanwalt praktizierte. 1887 war er Mitglied des dortigen territorialen Regierungsrates und 1889 gehörte er der verfassungsgebenden Versammlung von Montana an. Danach war er Abgeordneter der ersten Sitzungsperiode im Repräsentantenhaus von Montana. Von 1889 bis 1890 war er Bezirksstaatsanwalt im Custer County. Danach kehrte er nach South Dakota zurück und wurde dort Mitglied im Staatssenat. Außerdem war er als Anwalt tätig. Walter Burleigh starb im Jahr 1896 in Yankton. Das Burleigh County in North Dakota wurde nach ihm benannt.